# Sacaton
Sacaton est une census-designated place du comté de Pinal, dans l'État de l'Arizona, aux États-Unis. En 2020, elle compte une population de 3 254 habitants. Sacaton constitue le centre urbain de la réserve indienne de Gila River.